# Агирре, Диего
Диего Висенте Агирре Камблор (исп. Diego Vicente Aguirre Camblor; род. 13 сентября 1965, Монтевидео) — уругвайский футболист и футбольный тренер. Стал знаменитым после своего победного гола в финале Кубка Либертадорес, принёсшего «Пеньяролю» в 1987 году пятый титул клубных чемпионов Южной Америки. В дальнейшем не смог преодолеть репутацию игрока, «подающего надежды». Завершил карьеру игрока в возрасте 33 лет и начал карьеру тренера. Привёл «Пеньяроль» к победам в чемпионате Уругвая в 2003 и 2010 годах.

## Биография

### Игровая карьера
Начал карьеру в «Ливерпуле» из Монтевидео в 1985 году. Уже в следующем году был куплен «Пеньяролем», с которым молодой игрок моментально стал чемпионом Уругвая. В следующем году Агирре стал настоящим идолом болельщиков чёрно-жёлтой команды: его гол в ворота «Америки Кали» принёс «Пеньяролю» пятую в истории победу в Кубке Либертадорес. На молодого игрока свалилась огромная слава, ему прочили будущее нового Франческоли.
В 1988 году Агирре купила итальянская «Фиорентина». Он сыграл 4 матча в Кубке Италии, в которых даже забил один гол и удостоился от болельщиков баннера: «Forza Aguirre!» Намечалось хорошая связка с Роберто Баджо. Однако тренер «Фиорентины» Эрикссон не был впечатлён уругвайцем и даже ни разу не выпустил его в матчах Серии A. После полугода в «Фиорентине» Агирре решил переехать в греческий «Олимпиакос».
В Греции Диего Агирре начал довольно неплохо, однако вскоре на него стала оказывать влияние довольно вольная жизнь в Афинах и он стал демонстрировать всё менее впечатляющую игру. Специалистам не нравилась и довольно хрупкое телосложение игрока, из-за которого он получил прозвище «мальчик». В конце концов произошёл инцидент с обнаруженным в крови Агирре допингом и он покинул «Олимпиакос».
Дальнейшая карьера Диего была ознаменована частыми сменами команд. За Агирре тянулась слава покорителя Кали, но он так и не смог перешагнуть рубеж «подающих надежды». Он выступал за великие команды («Интернасьонал», «Индепендьенте», «Сан-Паулу»), приглашавшие его, по всей видимости, как раз за счёт заработанного в «Пеньяроле» реноме, но нигде не оправдывал ожиданий. Хотя выступая в «Сан-Паулу» в 1991 году уругваец показывал вполне приличный футбол (три гола в восьми матчах чемпионата, два гола в четырёх матчах Кубка Бразилии), но всё равно был вынужден довольно скоро покинуть команду.
В 1995—1996 годах выступал за ставший ему родным «Пеньяроль» и выиграл ещё два титула чемпиона Уругвая («Пеньяроль» тогда доминировал в чемпионате, выиграв подряд пять турниров), но даже тут он не смог задержаться дольше пары сезонов. Завершил карьеру игрока в 1999 году.

### Тренерская карьера
У Агирре уже есть довольно приличный тренерский опыт. В 2003 году привёл «Пеньяроль» к победе в чемпионате Уругвая. В 2009 году был назначен тренером молодёжной сборной Уругвая, однако скоро покинул её ради «Пеньяроля». Первая половина 2010 года была великолепной для его команды — «Пеньяроль» стартовал в Клаусуре сезона 2009/10 с 12 побед и досрочно выиграл второй этап чемпионата страны. В 13 туре «ауринегрос» сыграли вничью 0:0 с «Насьоналем», а затем выиграли ещё две игры. Таким образом, в Клаусуре «Пеньяроль» потерял лишь два очка, а в трёхматчевом противостоянии с победителем Апертуры тем же «Насьоналем» сумел вырвать итоговое чемпионство.
3 декабря 2015 года Агирре возглавил бразильский «Атлетико Минейро». Контракт подписан на 2 сезона. Он стал 6-м уругвайским тренером в истории «Атлетико Минейро». 19 мая 2016 года Агирре покинул свой пост.
11 марта 2018 года назначен главным тренером бразильского клуба «Сан-Паулу». Контракт подписан до декабря 2018 года.
19 июня 2021 года Агирре во второй раз в карьере возглавил бразильский «Интернасьонал». Контракт подписан до декабря 2022 года. 15 декабря 2021 года расторг контракт с клубом по обоюдному согласию. Под его руководством «Интер» занял 12-е место в чемпионате Бразилии 2021.

## Достижения

### В качестве игрока
- Чемпион Уругвая (3): 1986, 1995, 1996
- Победитель Кубка Либертадорес (1): 1987

### В качестве тренера
- Чемпион Уругвая (2): 2003, 2010
- Обладатель Кубка шейха Яссима (2): 2012, 2013
- Обладатель Кубка наследного принца Катара (1) : 2012
- Обладатель Кубка эмира Катара (1) : 2013